# 廃道

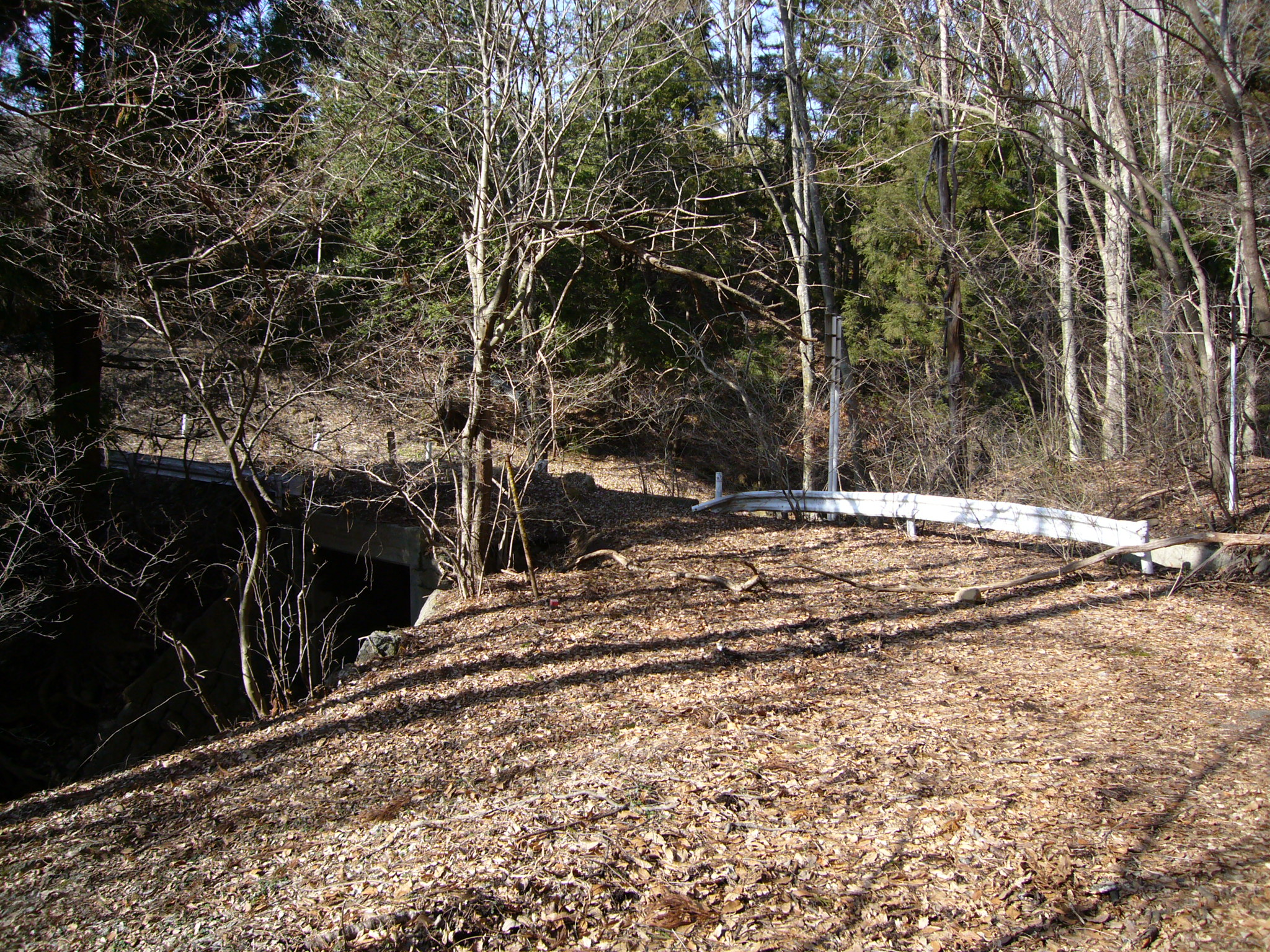
新道の開通によって廃道化された道路の例

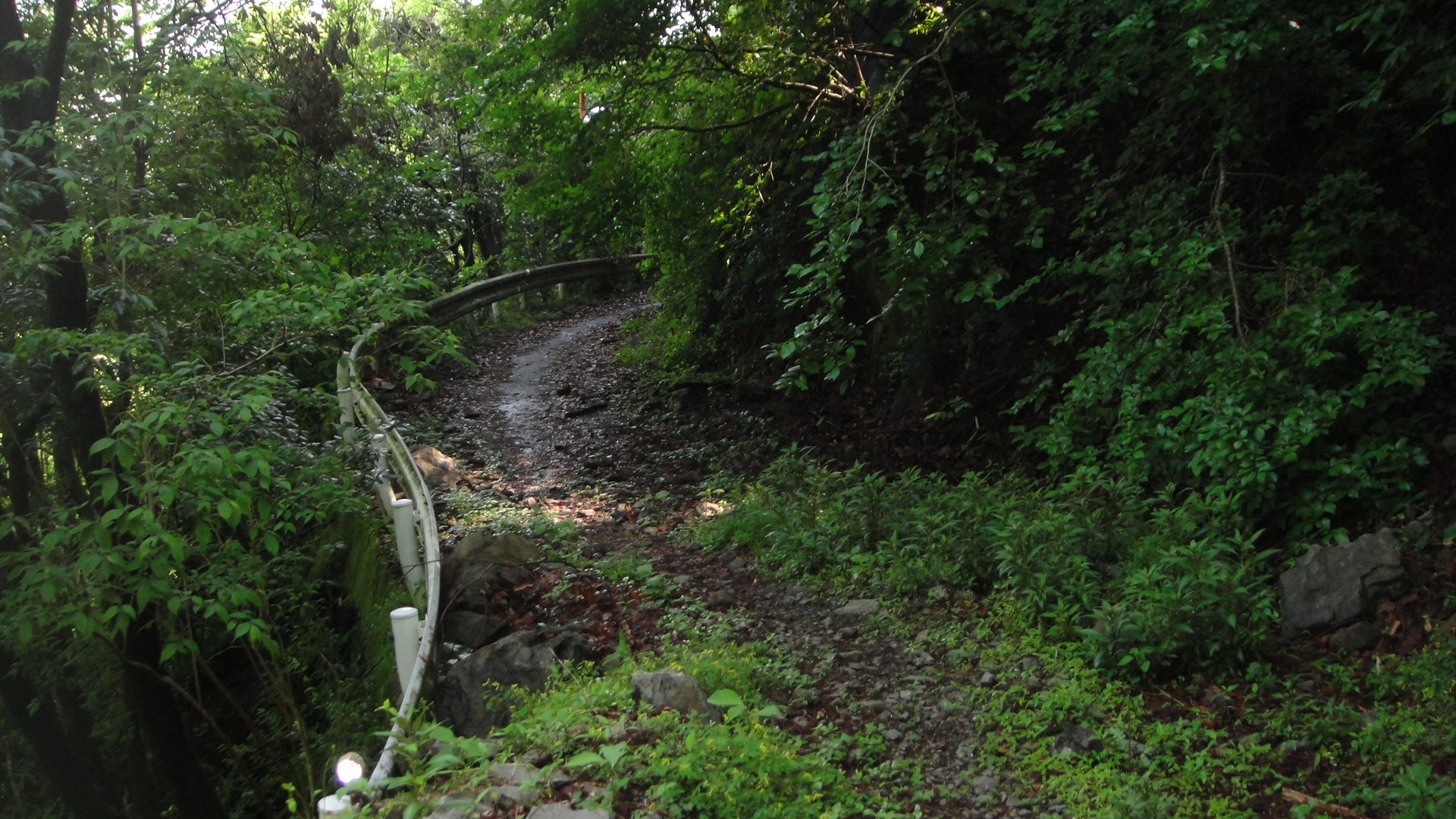
土砂崩れにより廃道化した道路の例（神奈川県道515号三井相模湖線）

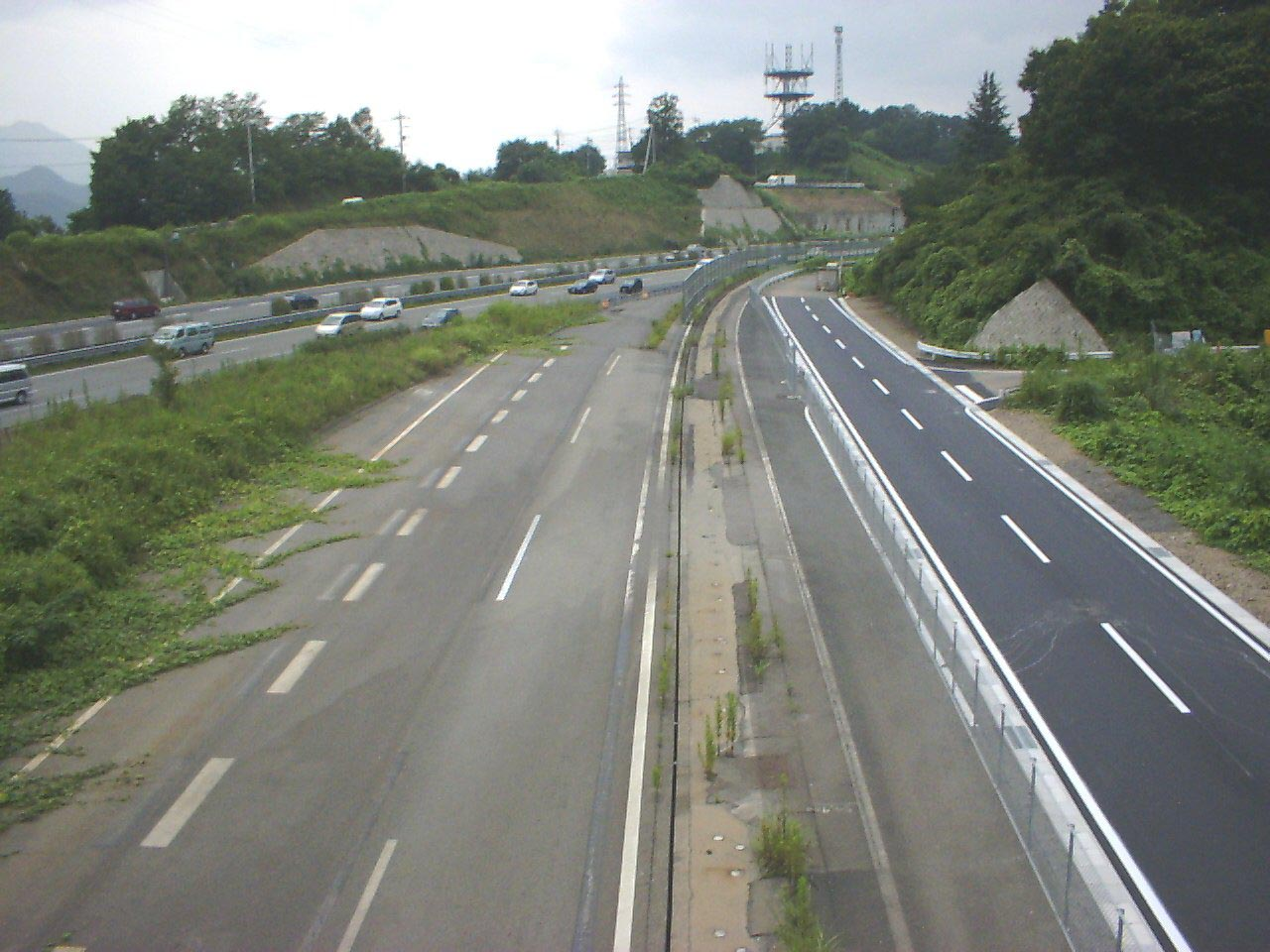
高速道路の廃道（中央自動車道上野原IC - 大月IC間）、右側は一般道に転用された。

廃道（はいどう）とは、用途廃止決定がなされた道路を指す場合と、外見上使用が放棄された道路及びこれを構成するトンネルや橋などの構築物の遺構を指す場合とがある。
後者の例としては、トンネルの開通で使われなくなった、かつての峠越え道路が挙げられる。また、古代から近世まで事実上の道路として供用された事実はありながらも、その後に消滅・廃絶し、公の管理に服していない古道のうち、いわゆる遺跡化しているものも含まれる（日本の古代道路など）。
以下では、後者の意味である事実状態を指す廃道について記述する。

## 事実状態
まず、この用語法は道路の状態を示す事実上のものであって、道路管理者の道路台帳に記載があるか否か（国道・都道府県道・市町村道の場合に限る）、道路管理者による用途廃止決定がなされたか否か（国道・都道府県道・市町村道の場合に限る）、車道としての用に供し得なくなっているか否か（私道をも含む）、現実の使用実態（私道をも含む）、などは関係しない（なお、里道の項目も参照のこと）。この点で、許認可による不使用状態と事実状態が原則として一致することになる軌道・鉄道の廃線と異なる。
なお、実態は廃道同然の状態であっても、依然として用途廃止されていなかったり、地図上において通常通行可能かのように路線が記載されていたりする事もある。
また、事実状態を指す用語法であるから、鉄道の未成線同様、途中まで建設されたものの工事が中止される（栃木県道266号線、通称「塩那道路」など）などしている道路も含まれることが多い。

## 廃道化工事
同様に道路の用途廃止決定とは無関係に、山林を切り開いて開設した、事実上廃止された道路であって、自然に任せて放置していると周辺環境に悪影響を及ぼすものについては、治山上の観点から、積極的に元の山林に戻すような工事が施される場合がある。これは一般には廃道化工事、復土緑化などと呼ばれる。（代表例：栃木県道266号線、通称「塩那道路」の工事、他多数）。
廃道の路面に積極的に土砂や瓦礫、廃木を積んだり、開削した法面に蛇篭を配置したりするなどの工法がある。

## 探索者
鉄道の廃線同様、廃道にも探訪・踏破しようという者がおり、現在では道路踏破趣味の一分野として成立している。これらの趣味者によって軽四駆やバイク、自転車、徒歩などで踏破した記録がWEBサイト等で公開されている。ただし廃道の中には道路管理者や所轄警察署によって「通行止め」とされているところもあり、これを通行すると道路法違反、軽犯罪法違反などの不法行為に問われる可能性がある。万が一事故が起きても自動車保険等が適用されない場合もある。また通行止の標識・表示がなくても、管理されていない道路における全ての責任は自らに降りかかってくる。
また自動車運転死傷行為処罰法（平成25年11月27日法律第86号）の施行により、自動車・原動機付自転車を運転し、廃道などの通行止め、通行禁止の規制（ただし都道府県公安委員会または警察署長が設置した道路標識に限る）に違反して交通事故を起こし人を死傷させた者は、危険運転致死傷罪（通行禁止道路運転）に問われる。これは、他の車両の運転者や歩行者はもちろん、好意同乗者を死傷させた場合にも適用される。
都市部において再開発や区画整理、河川整備、高速道路の予定地に掛かったなどの理由により道路が廃止される事がある。だが、これらの場合には道路の痕跡は比較的早く消滅し、廃止と同時に工事予定地としてバリケードなどで封鎖される事も多く、道路踏破趣味者の興味の対象となる事は珍しい。